# Forschung und Entwicklung

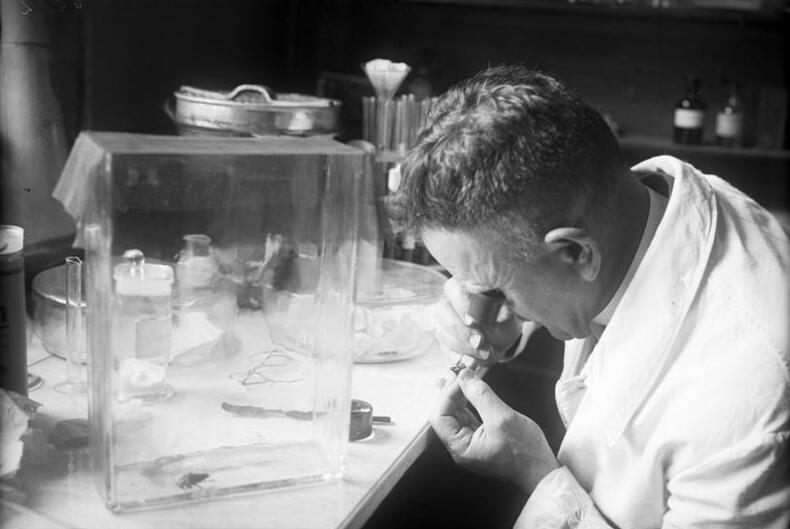
Berlin, Anstalt für Wasser-, Boden- und Lufthygiene

Bei Forschung und Entwicklung (kurz F+E, FuE, F&E oder FE) kann es sich je nach Betonung um einen Ausdruck für anwendungsorientierte Forschung oder um die zunächst sprachliche Zusammenfassung von Grundlagenforschung und ingenieurtechnischer Entwicklung handeln, da in kommerziell orientierten Großunternehmen eine Koppelung der beiden Bereiche zugunsten von produktions- oder absatzsteigernden Innovationen erwünscht und angestrebt ist.

## Allgemeines
Die starke Kombination Forschung und Entwicklung zu anwendungsorientierter Forschung ist einerseits für Hochschul-Institute ein neuer Weg zur Beschaffung von Drittmitteln, indem sie Kooperationen mit Unternehmen vereinbaren. Andererseits sehen Unternehmen mehr Zukunftschancen, wenn sie sich auf langfristigere Forschungsthemen einlassen.
Eine der Gefahren zu starker Kombination ist allerdings, dass die Grundlagenforschung vernachlässigt werden könnte.

## Definitionen
In der Literatur finden sich unterschiedliche Definitionen des Begriffes „Forschung & Entwicklung“, die jedoch im Wesentlichen die gleichen Merkmale beinhalten. Forschung & Entwicklung umfasst alle planvollen und systematischen Aktivitäten auf der Basis wissenschaftlicher Methoden, deren Ziel der Erwerb neuen Wissens ist. Dabei ist „neu“ in Bezug auf die jeweilige organisatorische Einheit zu verstehen. Die Forschung und Entwicklung ist in den meisten Produktionsunternehmen ein eigenständiger Bereich und – abhängig von der Betriebsgröße – entweder durch ein Vorstandsmitglied vertreten oder bei mittleren und kleinen Unternehmen der technischen Unternehmensführung unterstellt.

## Arten
Folgende betrieblichen Teilsegmente sind zu unterscheiden:
- Betriebliche Forschung ist die systematische Suche nach neuen, im Unternehmen nutzbaren Produktionsverfahren und neuen Technologien. Sie ist sehr risikobehaftet, weil sie Kosten auslöst, die möglicherweise nicht zu marktreifen Produkten beitragen.
  - Die Grundlagenforschung sucht nach neuen Erkenntnissen, ihr wirtschaftlicher Nutzen ist für ein Unternehmen jedoch ungewiss.[3] Sie ist mittel- bis langfristig ausgelegt und strebt keine Anwendung oder Umsetzung an.
  - Die angewandte Forschung (auch Zweckforschung) verfolgt hingegen eine zielgerichtete wirtschaftliche Nutzung und ist auf praktische Anwendung oder Umsetzung ausgerichtet, wobei sie verbraucherbezogene Probleme lösen soll.
- Die Produktentwicklung sucht durch Konstruieren und Vorentwicklung nach der Erschaffung neuer Produkte oder verbessert bestehende Produkte. Ein erzielbarer wirtschaftlicher Nutzen ist hier hochwahrscheinlich.[3]
  - In der Endstufe der Neuentwicklung handelt es sich um vermarktungsfähige Produkte/Dienstleistungen, die am Markt absolut oder relativ neu sind.
  - Eine Weiterentwicklung liegt vor, wenn bereits bestehende Produkte oder Dienstleistungen technisch oder wirtschaftlich verbessert werden.
- Die experimentelle Entwicklung besteht aus systematischen Arbeiten, welche die Erkenntnisse aus Forschung und Praxis im Hinblick auf die Herstellung neuer Materialien, Produkte oder Verfahren nutzen. Ziel ist in der Regel die Entwicklung neuer Produktionsprozesse, Produktionsverfahren oder Dienstleistungssysteme bzw. die erhebliche Verbesserung bestehender Verfahren.

Die Finanzwirtschaft hat den Kapitalbedarf für Investitionen in F&E-Sachanlagen, Betriebsmittel und Personal bereitzustellen. Diese verursachen die Kostenarten Abschreibungen, Material-, Wartungs- und Reparaturkosten und Personalkosten, die als Forschungs- und Entwicklungskosten zusammengefasst werden.
Als betriebswirtschaftliche Kennzahl errechnet sich hieraus die Forschungsquote.

## Gliederung der F+E
Hinsichtlich ihres Anwendungsbezuges können Forschung und Entwicklung in vier Funktionen gegliedert werden, die sich nur unscharf voneinander abgrenzen lassen und sich zumeist im Rahmen eines einzelnen F+E-Projektes überlappen.

### Grundlagenforschung
Ziel der Grundlagenforschung ist die Gewinnung neuer Erkenntnisse und Erfahrungen, ohne dabei grundsätzlich auf einen direkten praktischen Nutzen abzuzielen. Vielmehr soll die Wissensbasis erweitert werden, d. h., es sollen Theorien und Gesetzeshypothesen entworfen und überprüft werden, um damit die Grundlage für anwendungsorientiertes Wissen zu schaffen. Da die Ergebnisse der Grundlagenforschung oft nicht geschützt oder wirtschaftlich genutzt werden können, ist sie nur äußerst selten Gegenstand privatwirtschaftlicher Bemühungen. In der Regel findet die Grundlagenforschung in Hochschulen statt, aber auch in anderen Institutionen wie beispielsweise der Max-Planck-Gesellschaft und teilweise der Fraunhofer-Gesellschaft.

### Technologieentwicklung
Die Technologieentwicklung befasst sich mit der Gewinnung und Weiterentwicklung von Wissen und Fähigkeiten, deren Ziel die Lösung praktischer Probleme mit Hilfe der Technik ist. Dabei bedient sie sich der Ergebnisse der Grundlagenforschung, des anwendungsorientierten Wissens sowie praktischer Erfahrungen. Das Ziel ist hierbei der Aufbau und die Pflege technologischer Leistungspotentiale bzw. technologischer Kernkompetenzen, die direkte praktische Anwendungen ermöglichen. Der Begriff der Technologieentwicklung ist damit in etwa mit dem Begriff der angewandten Forschung in den Natur- und Ingenieurwissenschaften gleichzusetzen.

### Vorentwicklung
Bei der Vorentwicklung geht es um die Vorbereitung der serien- und marktorientierten Produktentwicklung. Neue Technologien werden auf ihre Umsetzbarkeit in Produkte und Prozesse geprüft. Produktkonzepte werden entworfen und Funktionsmuster gebaut. Die Vorentwicklung hat zum Ziel, das technische Risiko aus den Projekten zur Serien-/Marktentwicklung vorwegzunehmen. In der Vorentwicklung werden neue Wirkprinzipien aus der Forschung (nicht industriell) auf Übertragbarkeit auf das eigene Produktportfolio geprüft. Dabei erfolgt eine Konzentration auf anspruchsvolle, risikoreiche Bauteile oder Produkte, die einer schnellen und weitgehend sicheren Produkteinführung im Weg stehen.
Das Innovationsmanagement mit seiner strategischen Ableitung aus der Unternehmensstrategie ist in der Vorentwicklung beheimatet. Mit einem systematischen Ideenmanagement, unter Anwendung von Kreativitätstechniken wirkt die Vorentwicklung auf das gesamte Unternehmen ein, um neue Produktideen zu generieren. Sogenannte Innovations-Scouts halten Kontakte zu relevanten externen Netzwerk-Partnern, um relevante technologische Veränderungen frühzeitig zu monitoren.

### Produkt- und Prozessentwicklung
In dieser letzten Phase werden alle bisher geschaffenen Potentiale (Wissen, Fähigkeiten, Prozesse, Produkt-Prototypen) in konkrete, absatzfähige Produkte bzw. Prozesse umgesetzt. Das Ziel ist die Markteinführung eines neuen oder veränderten Produktes.

## Forschung und Entwicklung in verschiedenen Ländern
| Länder mit dem höchsten Anteil von Forschung und Entwicklung | Länder mit dem höchsten Anteil von Forschung und Entwicklung | Länder mit dem höchsten Anteil von Forschung und Entwicklung | Länder mit dem höchsten Anteil von Forschung und Entwicklung | Länder mit dem höchsten Anteil von Forschung und Entwicklung |
| ------------------------------------------------------------ | ------------------------------------------------------------ | ------------------------------------------------------------ | ------------------------------------------------------------ | ------------------------------------------------------------ |
| Land                                                         |                                                              |                                                              |                                                              | % des BIP                                                    |
| Israel                                                       | Israel                                                       |                                                              | 5,44                                                         | 5,44                                                         |
| Korea                                                        | Korea                                                        |                                                              | 4,81                                                         | 4,81                                                         |
| Schweden                                                     | Schweden                                                     |                                                              | 3,53                                                         | 3,53                                                         |
| Belgien                                                      | Belgien                                                      |                                                              | 3,48                                                         | 3,48                                                         |
| USA                                                          | USA                                                          |                                                              | 3,45                                                         | 3,45                                                         |
| Japan                                                        | Japan                                                        |                                                              | 3,26                                                         | 3,26                                                         |
| Österreich                                                   | Österreich                                                   |                                                              | 3,20                                                         | 3,20                                                         |
| Schweiz                                                      | Schweiz                                                      |                                                              | 3,15                                                         | 3,15                                                         |
| Deutschland                                                  | Deutschland                                                  |                                                              | 3,14                                                         | 3,14                                                         |
| Dänemark                                                     | Dänemark                                                     |                                                              | 2,96                                                         | 2,96                                                         |
|                                                              |                                                              |                                                              |                                                              |                                                              |

## Bekannte Forschungsorganisationen
- Deutsche Forschungsgemeinschaft (als bedeutendste länderübergreifende Forschungsorganisation zur FuE-Förderung an deutschen Hochschulen)
- Fraunhofer-Gesellschaft
- Leibniz-Gemeinschaft
- Helmholtz-Gemeinschaft Deutscher Forschungszentren
- Max-Planck-Gesellschaft
- Niederländische Organisation für Angewandte Naturwissenschaftliche Forschung (als Beispiel einer niederländischen FuE-Organisation)